# Geocrinia alba
Espèce
Statut de conservation UICN

 CR B2ab(ii,iii,iv,v) : 
En danger critique
Geocrinia alba est une espèce d'amphibiens de la famille des Myobatrachidae.

## Répartition
Cette espèce est endémique du Sud-Ouest de l'Australie-Occidentale. Elle se rencontre jusqu'à 150 m d'altitude,.

## Description
Geocrinia alba mesure entre 17 et 24 mm et ressemble morphologiquement à Geocrinia vitellina. Son dos varie du brun-clair au gris et présente des taches brun foncé. Ses flancs sont blancs.

## Publication originale
- Wardell-Johnson & Roberts, 1989 : Endangered! Forest frogs. Landscope, Perth, vol. 5, p. 17.